# Жаїрзіньйо Пітер
Жаїрзіньйо Пітер (нід. Jairzinho Pieter; 11 листопада 1987, Віллемстад, Кюрасао — 9 вересня 2019) — нідерландський футболіст, воротар клубу «Сентро Домінгіто».
Виступав, зокрема, за клуб «Сентро Домінгіто», а також національну збірну Кюрасао.

## Клубна кар'єра
У дорослому футболі дебютував 2007 року виступами за команду клубу «Сентро Домінгіто», кольори якої захищає й донині.

## Виступи за збірну
14 листопада 2013 року дебютував у складі національної збірної Кюрасао у переможному (2:0) матчі проти Аруби. Наразі[коли?] провів у формі головної команди країни 12 матчів, пропустивши 19 голів.
У складі збірної був учасником розіграшу Золотого кубка КОНКАКАФ 2017 року в США.